# Astichopus multifidus
Astichopus multifidus is een zeekomkommer uit de familie Stichopodidae.
De wetenschappelijke naam van de soort werd in 1910 gepubliceerd door Carel Philip Sluiter.